# Нарат (Татарстан)
 Нарат  — поселок в Зеленодольском районе Татарстана. Входит в состав Айшинского сельского поселения.

## География
Находится в западной части Татарстана на расстоянии приблизительно 4 км по прямой на северо-восток по прямой от районного центра города Зеленодольск.

## История
Основан в 1988 году.

## Население
Постоянных жителей было: в 1989 году — 100, в 2002—104 (русские 51 %, татары 43 %), 81 в 2010.